# 甜甜圈 (經濟模型)
甜甜圈，或甜甜圈經濟學，是一個可持續發展的視覺框架 - 形狀像甜甜圈或救生圈 - 結合了行星界限的概念與社會界限的互補概念。名稱源自圖表的形狀，即中間有個洞的圓盤。該模型的中心洞描繪了缺乏生活必需品（如醫療、教育、平等等）的人口比例，而外圍則代表生命所依賴且不得超越的生態上限（行星界限）。這個圖表由牛津大學經濟學家凱特·羅沃思（Kate Raworth）在她2012年的樂施會論文《人類的安全與公正空間》中開發，並在她2017年的書籍《甜甜圈經濟學：像21世紀經濟學家一樣思考的七種方式》和論文中進一步闡述。